# Mi'ar
Mi'ar (Ar: ميعار (bland korsfararna känd som Myary)) var en palestinsk by 17,5 km öst om Acre avfolkad av israelisk militär 1948. 
De judiska kibbutzerna Segev och Manof byggdes senare på platsen för byn.

## Historia
Byns skola grundades 1888, men stängde i början av 1900-talet. Befolkningen var ca 1500 (år 1859).
Under arabrevolten oktober 1938 förstördes byn av britterna. Byn återuppbyggdes av invånarna och hade 893 invånare vid tidpunkten för israelernas rensningsaktioner mot byn. 
20 juni 1948 intog israeliska soldater byn och sköt urskiljningslöst mot byborna som arbetade på sina jordar. Enligt den israeliska historikern Ilan Pappe övergick soldaterna till att förstöra husen i byn då de tröttnade på att döda människor. 40 bybor dödades. Ett vittne var en 17-årig pojke, författaren Muhamad Ali Tana. Byborna återvände senare till byn och fortsatte leva där tills israelisk trupp återockuperade byn i mitten av juli, och förvisade byborna för gott. 